# Ismael Brito Mazariegos
Ismael Brito Mazariegos (Socoltenango, Chiapas, 21 de marzo de 1971) es una político mexicano, miembro actual del partido Movimiento Regeneración Nacional (Morena) y antes del Partido de la Revolución Democrática (PRD). Es diputado federal para el periodo de 2021 a 2024.

## Biografía
Es licenciado en Derecho por el Instituto de Estudios Superiores de Chiapas. Miembro del PRD desde 1997, fue consejero estatal de dicho partido desde 1997 hasta 2004, y en 1998 fue presidente del comité municipal del PRD en Socoltenango.
De 1998 a 1999 fue secretario del ayuntamiento de Socoltenango, y elegido presidente municipal de Socoltenango para el periodo de 2002 a 2004. Esta último año fue postulado candidato del PRD a diputado por el Distrito 4 local, resultando elegido a la LXII Legislatura del Congreso del Estado de Chiapas para el periodo de 2004 a 2007. En este periodo ocupó el cargo de presidente de la Gran Comisión.
De 2008 a 2010 ocupó el cargo de subsecretario de Gobierno en la administración del gobernador Juan Sabines Guerrero y de 2013 a 2017 fue secretario particular del presidente del Tribunal Superior de Justicia de Chiapas, Rutilio Escandón Cadenas. En 2018 dejó el PRD y se unió a Morena, siendo coordinador de la campaña a la gubernatura del mismo Escandón en las elecciones de aquel año. Al asumir la gubernatura Escandón el 8 de diciembre de 2018, lo nombró secretario general de Gobierno.
Renunció el cargo el 5 de diciembre de 2020, y posteriormente fue postulado candidato de la coalición Juntos Hacemos Historia a diputado federal por el Distrito 8 de Chiapas en las elecciones de 2021. Resultó triunfador con el 64.37% de los votos, para la LXV Legislatura que concluirá en 2024. En la Cámara de Diputados es presidente de la comisión de Asuntos Frontera Sur; secretario de la comisión de Puntos Constitucionales; e integrante de las comisiones de Gobernación y Población; y, de Protección Civil y Prevención de Desastres.